# Słowo o Jakubie Szeli

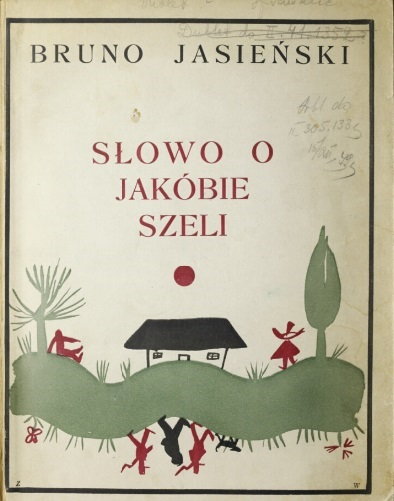
Słowo o Jakubie Szeli, Paryż 1926, okładkę projektował Zygmunt Waliszewski. Ówcześnie imię Jakób zapisywano poprawnie przez ó.

Słowo o Jakubie Szeli – trzyczęściowy poemat Brunona Jasieńskiego opublikowany w 1926 roku w Paryżu. Utwór, stylizowany na pieśń ludową, opowiada o losach chłopskiego powstańca Jakuba Szeli.
Utwór ma polemiczny charakter wobec utrwalonego w literaturze polskiej obrazu Szeli, zgodnie z którym osoba która zdaniem autora była tylko naiwnyn chłopem-buntownikiem przeistoczył się w zbrodniarza, jednocześnie będącym ofiarą prowokacji politycznej. W taki sposób przedstawiali go Maria Konopnicka, Stanisław Wyspiański czy Stefan Żeromski.
Badacze dostrzegają zbieżność pomiędzy Słowem... a twórczością niektórych rosyjskich futurystów, przede wszystkim z utworem Wasilija Kamienskiego o rosyjskim XVII-wiecznym buntowniku chłopskim, Stieńce Razinie.

## Forma
Utwór został napisany przy użyciu stylizowanego na ludową przyśpiewkę wiersza sylabotonicznego, a miejscami tonicznego, z wykorzystaniem pomysłowych rymów kalamburowych. Poniższy fragment jest regularnie trocheiczny.
Tańcowała izba, stół,
cztery konie, piąty wół.
Tańcowały krowy z obór
jak w tancerkach był niedobór.
Toniczna trójakcentowa jest następująca strofa:
Rozwichrzonych nad polem grzyw dym
kapie deszczu wymieniem koziem.
Gorzki smak przypalonej krzywdy
ma brunatny twych grud czarnoziem.
Wiersz toniczny Jasieńskiego oparty jest nie na rachubie wszystkich akcentów wyrazowych, ale na liczeniu skupień akcentowych (zestrojów ściągniętych).
Nad rzeczułką, cały w brzozach prócz wieży,
póki chłody brzozom liści nie potną,
klepie kościół kijankami pacierzy
chłopską dolę, jak ta szmata wilgotną.
Jak widać, trójakcentowy wers Jasieńskiego mieści się często w formule 9(4+5) lub 11(4+4+3). Jednak podstawowa jest zasada toniczna, a nie sylabiczna, organizacji tekstu.
W białe noce, od rżysk i gumien,
porośniętych i mchem i mgłą,
pozbierałem tę pieśń, jak umiem
i przynoszę skrwawioną i złą.
W podobny sposób swoje wiersze toniczne komponowała Kazimiera Iłłakowiczówna (Bajka o złej matce). 
Poeta eksperymentuje też z wierszem złożonym z monosylab.
Szedł śnieg. Brał mróz.
Biegł zbieg. W mróz wrósł.
Z ust krew - as kier.
Znad drzew mgła skier.
Formą poezji Jasieńskiego zajmował się Edward Balcerzan.

## Adaptacje
W 1962 roku na scenie Teatru Narodowego Kazimierz Dejmek zrealizował spektakl złożony z pt. Słowo o Jakubie Szeli. Rolę tytułową, nagrodzoną przez Ministerstwo Kultury i Sztuki zagrał Ignacy Machowski. Widowisko składało się z poematu i dramatu Jasieńskiego, a także fragmentów m.in. Turonia Żeromskiego i Dziadów Mickiewicza.
W 2017 roku sztukę wystawił Teatr Śląski w Katowicach. W rolę tytułową wcielił się Jerzy Głybin.